# Xming
Xming は、Microsoft Windows 上で動作する、X Window System の実装の一つ。Xming は X.Org Server に基づいており、Cygwin 版の Cygwin/X　(Xwin) にパッチを当てる形で、MinGW と Pthreads-Win32 などを使ってクロスコンパイルされている。Cygwin/X は Cygwin がないと動作できないが、Xming はそのような実行時依存性がない。Xming では他の環境の X.Org Server 同様、Mesa 3D, OpenGL, GLX などの3次元グラフィックスもサポートされている。
Xming にSSH実装を組合せ、UNIXマシンから X11 セッションを安全にフォワードすることもできる。PuTTY と ssh.exe をサポートしており、パッケージには PuTTY の plink.exe も含まれている。

## ライセンス
ソースコードは公開され続けているものの、2007年5月以降はコンパイル済みのバイナリの入手には個人は£10以上の寄付、営利組織などは有償購入が必要となった。寄付が始まる前の最後の6.9.0.31はSourceforgeでパブリックドメインとして配布し続けている。

## モード
Xming は、以下の5つのモードをサポートしている。最初の3つはCygwin/Xと同じ。
- シングルウィンドウ - X11 ルートウィンドウが Microsoft Windows の1つの境界付きのウィンドウとして表示される
- マルチウィンドウ - X11 の各トップレベルウィンドウがそれぞれ Microsoft Windows の境界付きのウィンドウになる
- ルートレス - Microsoft Windows の境界付きのウィンドウが使われずにオーバーレイする形で X11 のルートウィンドウが表示される。X11 側のウィンドウマネージャを利用可能。
- タイトルバーなしシングルウィンドウ - シングルウィンドウで Microsoft Windows のタイトルバーがないもの
- フルスクリーン - シングルウィンドウのフルスクリーン表示で、Microsoft Windows のタスクバーも非表示にしたもの

## 参照
1. 1 2  Xming Code
2. ↑  Terms and Conditions
3. ↑  Xming manual